# Recta de balanç

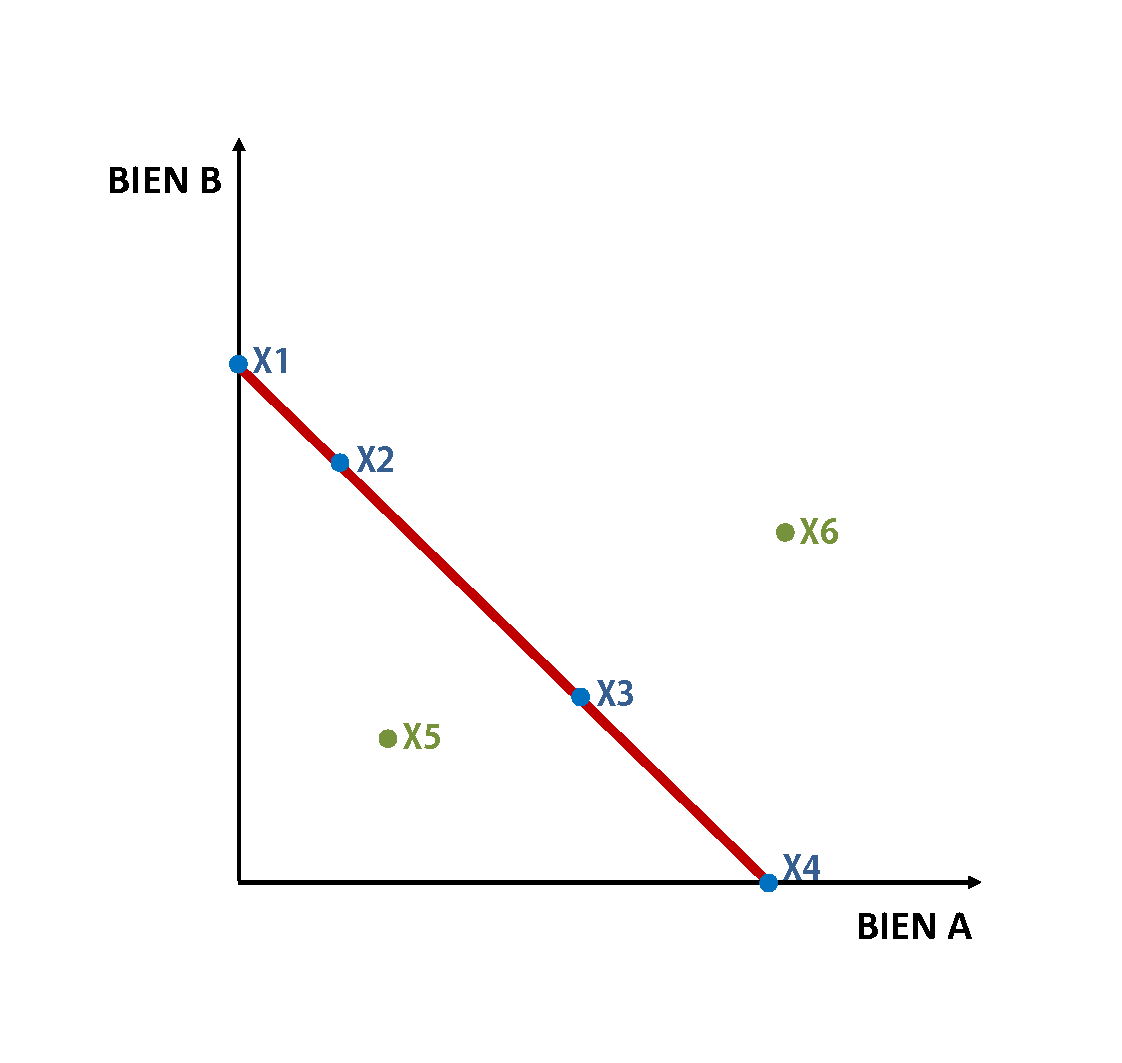
FIGURA 1. Representació duna recta de balanç. Els punts X1, X2, X3 i X4 representen punts en que la combinació dels béns esgota la totalitat de la renda.

En microeconomia s'entén per recta de balanç o restricció pressupostària el conjunt de diferents combinacions de dos béns que poden ser consumides per un individu, partint d'una determinada renda o pressupost i uns determinats preus dels béns.
L'elecció de només dos béns per estudiar les eleccions del consumidor suposa una simplificació per a l'anàlisi, ja que a la vida real els consumidors poden triar entre multitud de béns. La restricció pressupostària per a més de dos béns es pot tractar analíticament generalitzant la recta de balanç a un hiperplà a l'espai euclidià de n dimensions.

## Construcció
Les rectes de balanç s'utilitzen en microeconomia, dins de la teoria del consumidor, per obtenir l'anomenat equilibri del consumidor, que resol el problema sobre la quantitat que consumirà un individu, amb una renda determinada davant l'alternativa de dos béns per triar.

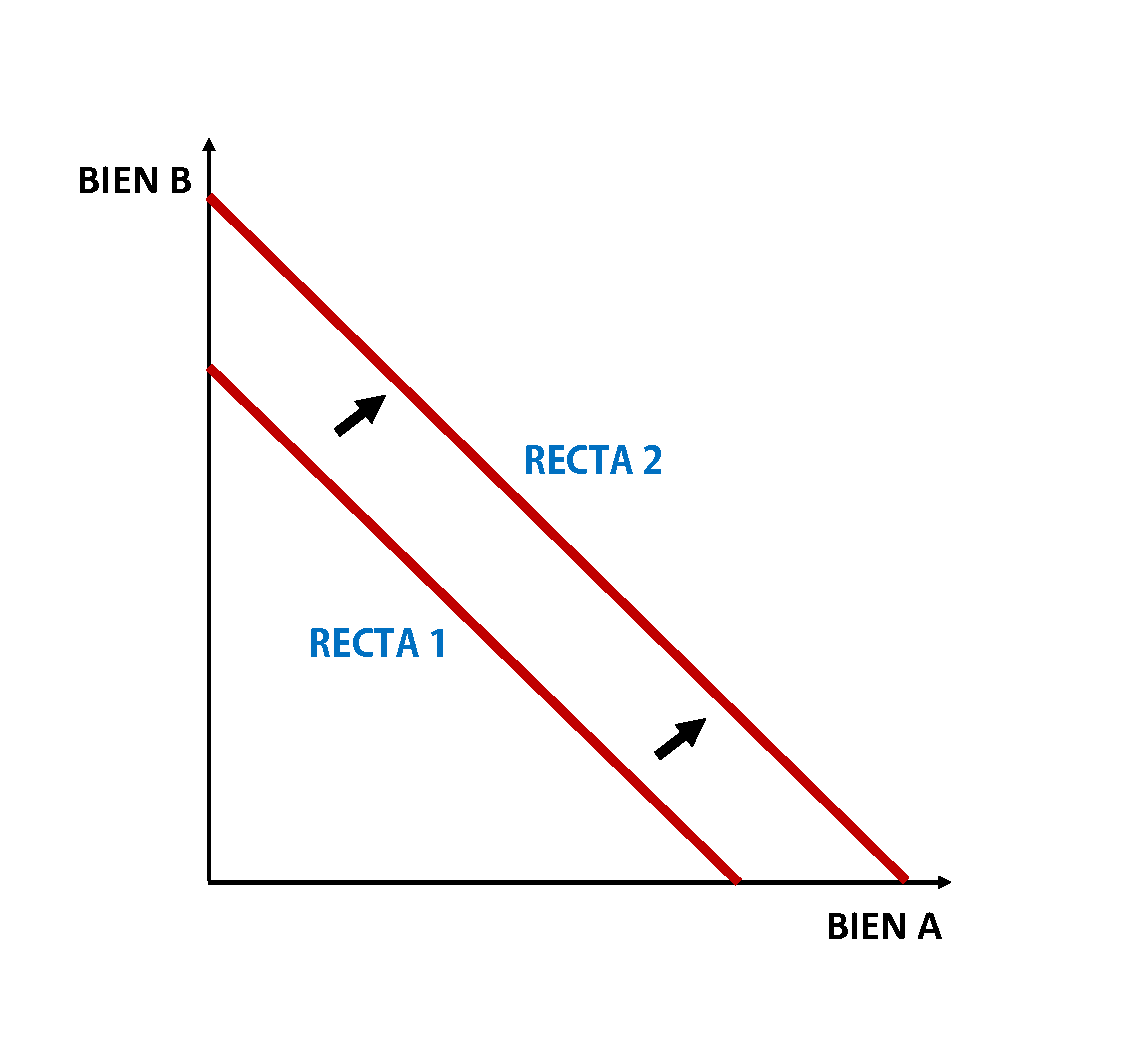
FIGURA 2. Moviment cap a la dreta, des de la recta 1 fins a la recta 2, provocat per un augment de la renda del subjecte.

Les dades de partida per a l'elaboració de la recta pressupostària és l'existència d'un individu, que disposa d'una determinada renda o pressupost monetari (M), que en principi es considera que roman fix i que ha de distribuir en el consum de dos productes que anomenarem A i B, dels quals se'n coneixen els preus (PA i PB), que se suposa també que romanen invariables. La recta de balanç tindrà la fórmula següent:

{\displaystyle M=A\times P_{A}+B\times P_{B}\,}

La recta de balanç tindrà un pendent negatiu, igual al quocient dels preus: - P A / P B i mostra des del punt de vista econòmic, la valoració que dona el mercat al bé A en termes del bé B. A la FIGURA 1, els punts X1, X2, X3 i X4, són possibles combinacions que pot triar el consumidor, el punt X5 que no està sobre la recta de balanç sinó en l'interior de la zona delimitada per la recta, és una combinació de béns que pot ser elegida pel consumidor, però que no esgotaria el pressupost. El punt X6 mostra una combinació de béns inabastable pel subjecte amb el pressupost de què disposa. Els punts X1 i X4, de tall de la recta amb els eixos, mostren aquelles combinacions extremes de consum que suposen que l'individu dedica tota la renda a un dels dos béns, abandonant completament l'altre, al qual no dedica cap part del seu pressupost.
L'equilibri del consumidor suposarà determinar quina de les infinites combinacions que representa la recta, triarà el consumidor o el que és el mateix, com distribuirà realment la seva renda entre totes les possibilitats que es disposen, dit altrament quina de les combinacions disponibles com X1, X2, X3, X4 o X5 escollirà.

## Variacions de la renda o pressupost
Al principi s'ha suposat que la renda de què disposa l'individu objecte d'estudi roman fixa. La variació que suposa la modificació de la renda produeix un trasllat de la recta de balanç paral·lel a l'anterior, i roman constant el pendent de la recta, que com recordem recollia el quocient dels preus que no es veuen alterats pel canvi en la renda de l'individu. El desplaçament es produeix a la dreta quan hi ha un augment del pressupost disponible, tal com s'observa a la FIGURA 2 i cap a l'esquerra quan disminueix el pressupost disponible. En totes dues rectes, atès que el desplaçament és en paral·lel, continuen tenint el mateix pendent, cosa que expressa que atès que l'únic que ha variat és la renda, els preus relatius dels béns continua sent els mateixos. 

## Variacions del preu de qualsevol dels béns

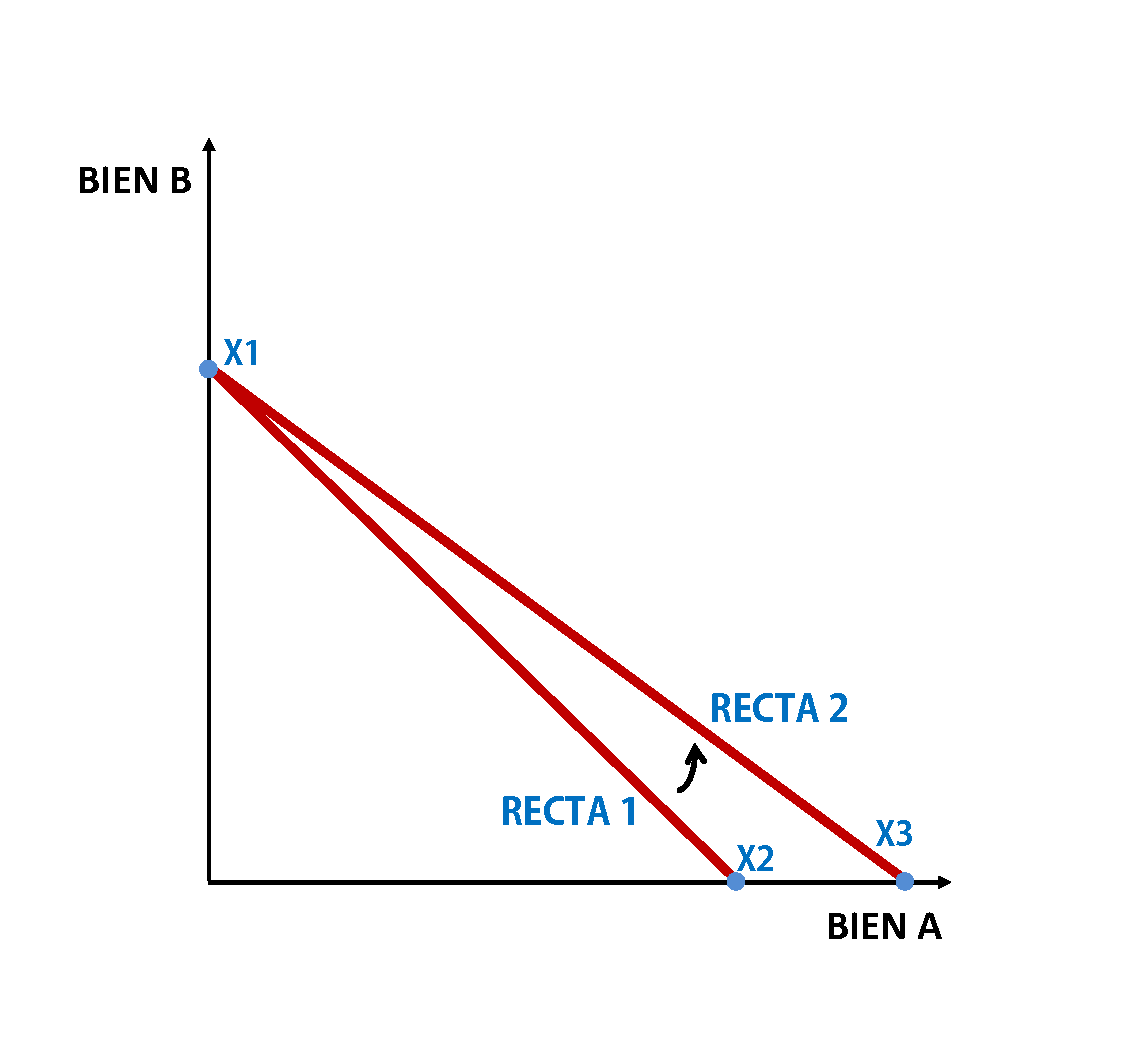
FIGURA 3. Moviment de la recta de balanç provocat per un descens del preu del bé A.

La variació del preu d'un dels béns es tradueix en un gir de la recta bé cap a fora, quan baixa el preu, o cap endins quan puja. A la FIGURA 3 s'observa com hi ha un gir a la recta cap a fora provocat pel descens del preu del bé A. La nova recta (recta 2) comparteix el punt X1 amb l'antiga, efectivament si el subjecte dedica tota la renda al bé B i el preu d'aquest no ha variat, podrà adquirir la mateixa quantitat que abans, és a dir X1. Per contra, si dedica tota la seva renda a consumir el bé A, com que aquest ha baixat podrà adquirir més que abans, X3 en lloc de X2. 

## Generalització
En el cas d'un consumidor amb renda disponible M = Y D i la cistella del consum del qual estigui formada per n béns la construcció anterior es pot generalitzar passant la recta de balanç a un hiperplà {\displaystyle \Pi _{B}} en un espai de n dimensions donat per:

{\displaystyle \Pi _{B}=\{(A_{1},A_{2},\dots ,A_{n})|Y_{D}=A_{1}P_{1}+A_{2}P_{2}+\dots +A_{n}P_{n}=\sum _{i=1}^{n}A_{i}P_{i}\}}

Qualsevol combinació de béns {\displaystyle (A_{1},A_{2},\dots ,A_{n})\in \Pi _{B}} on {\displaystyle A_{i}\geq 0} indica la quantitat consumida del bé i -éssim serà assolible amb la renda disponible.